# المجموعات المشتركة في البرلمان الأوروبي
تتكون المجموعات المشتركة في البرلمان الأوروبي من أعضاء ينتمون إلى مجموعات سياسية ولجان مختلفة، بهدف إجراء تبادل غير رسمي لوجهات النظر حول مواضيع معينة وتعزيز الاتصال بين الأعضاء والمجتمع المدني.
المجموعات المشتركة لا تعتبر هيئات برلمانية ولا يجوز لها التعبير عن رأي البرلمان. تخضع المجموعات المشتركة للقواعد الداخلية التي اعتمدها مؤتمر الرؤساء، والتي تحدد الشروط التي يمكن بموجبها إنشاء المجموعات المشتركة في بداية كل دورة برلمانية وقواعد عملها.
يجب على رؤساء المجموعات المشتركة الإعلان عن أي دعم يتلقونه سواءً كان نقدي أو عيني، وفقًا لنفس المعايير المطبقة على الأعضاء كأفراد. كما يجب تحديث هذه المعلومات كل عام وتسجيلها في سجل عام.